# Saidy Janko
Saidy Janko (Zurigo, 22 novembre 1995) è un calciatore svizzero naturalizzato gambiano, difensore dello Young Boys e della nazionale gambiana.

## Biografia
Nato in Svizzera, il padre è originario del Gambia mentre la madre è italiana.

## Caratteristiche tecniche
È un terzino destro. Può essere impiegato da esterno alto.

## Carriera

### Club
Inizia a giocare a calcio nelle giovanili dello Zurigo. Il 3 settembre 2013 viene ingaggiato dal Manchester Utd. Esordisce tra i professionisti il 26 agosto 2014 in MK Dons-Manchester United (4-0), partita valida per il secondo turno di Capital One Cup. Esce nella ripresa, venendo sostituito da Andreas Pereira. Il 2 febbraio 2015 passa in prestito al Bolton, in Championship. All'esordio con la nuova maglia mette a segno una rete nel successo per 3-1 contro il Fulham. Termina l'annata con 10 presenze e una rete.
Il 1º luglio 2015 firma contratto quadriennale con il Celtic. Il 25 agosto esordisce nelle competizioni europee in Malmö FF-Celtic (2-0), incontro preliminare valido per l'accesso alla fase a gironi di UEFA Champions League. Termina la stagione – conclusa con la vittoria del campionato – con 13 presenze complessive. Il 31 agosto 2016 passa in prestito al Barnsley, in Championship.
Il 7 luglio 2017 si trasferisce in Francia, firmando un quadriennale con il Saint-Étienne. Il 17 giugno 2018 firma un quinquennale con il Porto, che il 31 agosto lo cede in prestito per una stagione al Nottingham Forest. Il 1º luglio 2019 passa in prestito allo Young Boys, nel campionato svizzero.
Il 1º ottobre 2020 firma un quadriennale con il Real Valladolid. Esordisce in Liga il 25 ottobre contro l'Alavés. Termina la stagione – conclusa con la retrocessione della squadra – con 19 presenze. Il 27 giugno 2022 si trasferisce in prestito con diritto di riscatto al Bochum.

### Nazionale
Dopo aver giocato alcuni incontri con le selezioni giovanili svizzere, nel 2021 accetta la convocazione del Gambia, paese di origine del padre. Esordisce in nazionale il 9 ottobre 2021 in un'amichevole disputata contro la Sierra Leone. Il 21 dicembre viene incluso dal CT Tom Saintfiet nella lista definitiva dei 28 convocati per la fase finale della Coppa d'Africa 2021. In totale conta 10 presenze con la nazionale gambiana.

## Statistiche

### Presenze e reti nei club
Statistiche aggiornate al 16 aprile 2025.
| Stagione               | Squadra                | Campionato             | Campionato | Campionato | Coppe nazionali | Coppe nazionali | Coppe nazionali | Coppe continentali | Coppe continentali | Coppe continentali | Altre coppe | Altre coppe | Altre coppe | Totale | Totale |
| Stagione               | Squadra                | Comp                   | Pres       | Reti       | Comp            | Pres            | Reti            | Comp               | Pres               | Reti               | Comp        | Pres        | Reti        | Pres   | Reti   |
| ---------------------- | ---------------------- | ---------------------- | ---------- | ---------- | --------------- | --------------- | --------------- | ------------------ | ------------------ | ------------------ | ----------- | ----------- | ----------- | ------ | ------ |
| 2014-feb. 2015         | Manchester Utd         | PL                     | 0          | 0          | FACup+CdL       | 0+1             | 0               | -                  | -                  | -                  | -           | -           | -           | 1      | 0      |
| feb.-giu. 2015         | Bolton                 | FLC                    | 10         | 1          | FACup+CdL       | 0               | 0               | -                  | -                  | -                  | -           | -           | -           | 10     | 1      |
| 2015-2016              | Celtic                 | SP                     | 10         | 0          | SC+CdL          | 0+1             | 0               | UCL+UEL            | 1+1                | 0                  | -           | -           | -           | 13     | 0      |
| ago. 2016              | Celtic                 | SP                     | 2          | 0          | SC+CdL          | 0+1             | 0               | UCL                | 4                  | 0                  | -           | -           | -           | 7      | 0      |
| Totale Celtic          | Totale Celtic          | Totale Celtic          | 12         | 0          |                 | 2               | 0               |                    | 6                  | 0                  |             | -           | -           | 20     | 0      |
| ago. 2016-2017         | Barnsley               | FLC                    | 14         | 1          | FACup+CdL       | 0               | 0               | -                  | -                  | -                  | -           | -           | -           | 14     | 1      |
| 2017-2018              | Saint-Étienne          | L1                     | 21         | 0          | CF+CdL          | 0+1             | 0               | -                  | -                  | -                  | -           | -           | -           | 22     | 0      |
| 2018-2019              | Nottingham Forest      | FLC                    | 15         | 0          | FACup+CdL       | 1+1             | 0               | -                  | -                  | -                  | -           | -           | -           | 17     | 0      |
| 2019-2020              | Young Boys             | SL                     | 33         | 0          | CS              | 5               | 1               | UCL+UEL            | 2+6                | 0                  | -           | -           | -           | 46     | 1      |
| 2020-2021              | Real Valladolid        | PD                     | 19         | 0          | CR              | 0               | 0               | -                  | -                  | -                  | -           | -           | -           | 19     | 0      |
| 2021-2022              | Real Valladolid        | SD                     | 15         | 0          | CR              | 1               | 0               | -                  | -                  | -                  | -           | -           | -           | 16     | 0      |
| Totale Real Valladolid | Totale Real Valladolid | Totale Real Valladolid | 34         | 0          |                 | 1               | 0               |                    | -                  | -                  |             | -           | -           | 35     | 0      |
| 2022-2023              | Bochum                 | BL                     | 20         | 0          | CG              | 3               | 0               | -                  | -                  | -                  | -           | -           | -           | 23     | 0      |
| 2023-2024              | Young Boys             | SL                     | 30         | 0          | CS              | 1               | 1               | UCL+UEL            | 7+1                | 0                  | -           | -           | -           | 39     | 1      |
| Totale Young Boys      | Totale Young Boys      | Totale Young Boys      | 63         | 0          |                 | 6               | 2               |                    | 16                 | 0                  |             | -           | -           | 85     | 2      |
| Totale carriera        | Totale carriera        | Totale carriera        | 189        | 2          |                 | 16              | 2               |                    | 22                 | 0                  |             | -           | -           | 227    | 4      |

### Cronologia presenze e reti in nazionale
| Cronologia completa delle presenze e delle reti in nazionale ― Gambia | Cronologia completa delle presenze e delle reti in nazionale ― Gambia | Cronologia completa delle presenze e delle reti in nazionale ― Gambia | Cronologia completa delle presenze e delle reti in nazionale ― Gambia | Cronologia completa delle presenze e delle reti in nazionale ― Gambia | Cronologia completa delle presenze e delle reti in nazionale ― Gambia | Cronologia completa delle presenze e delle reti in nazionale ― Gambia | Cronologia completa delle presenze e delle reti in nazionale ― Gambia |
| Data                                                                  | Città                                                                 | In casa                                                               | Risultato                                                             | Ospiti                                                                | Competizione                                                          | Reti                                                                  | Note                                                                  |
| --------------------------------------------------------------------- | --------------------------------------------------------------------- | --------------------------------------------------------------------- | --------------------------------------------------------------------- | --------------------------------------------------------------------- | --------------------------------------------------------------------- | --------------------------------------------------------------------- | --------------------------------------------------------------------- |
| 9-10-2021                                                             | El Jadida                                                             | Gambia                                                                | 1 – 2                                                                 | Sierra Leone                                                          | Amichevole                                                            | -                                                                     |                                                                       |
| 12-10-2021                                                            | El Jadida                                                             | Gambia                                                                | 2 – 1                                                                 | Sudan del Sud                                                         | Amichevole                                                            | -                                                                     | 72’                                                                   |
| 16-11-2021                                                            | Abu Dhabi                                                             | Nuova Zelanda                                                         | 2 – 0                                                                 | Gambia                                                                | Amichevole                                                            | -                                                                     |                                                                       |
| 16-1-2022                                                             | Limbe                                                                 | Gambia                                                                | 1 – 1                                                                 | Mali                                                                  | Coppa d'Africa 2021 - 1º turno                                        | -                                                                     | 73’                                                                   |
| 20-1-2022                                                             | Limbe                                                                 | Gambia                                                                | 1 – 0                                                                 | Tunisia                                                               | Coppa d'Africa 2021 - 1º turno                                        | -                                                                     | 62’                                                                   |
| 29-1-2022                                                             | Douala                                                                | Gambia                                                                | 0 – 2                                                                 | Camerun                                                               | Coppa d'Africa 2021 - Quarti di finale                                | -                                                                     | 56’                                                                   |
| 24-3-2023                                                             | Bamako                                                                | Mali                                                                  | 2 – 0                                                                 | Gambia                                                                | Qual. Coppa d'Africa 2023                                             | -                                                                     | 46’                                                                   |
| 20-11-2023                                                            | Dar es Salaam                                                         | Gambia                                                                | 0 – 2                                                                 | Costa d'Avorio                                                        | Qual. Mondiali 2026                                                   | -                                                                     |                                                                       |
| 15-1-2024                                                             | Yamoussoukro                                                          | Senegal                                                               | 3 – 0                                                                 | Gambia                                                                | Coppa d'Africa 2023 - 1º turno                                        | -                                                                     |                                                                       |
| 19-1-2024                                                             | Yamoussoukro                                                          | Guinea                                                                | 1 – 0                                                                 | Gambia                                                                | Coppa d'Africa 2023 - 1º turno                                        | -                                                                     |                                                                       |
| Totale                                                                |                                                                       | Presenze                                                              | 10                                                                    |                                                                       | Reti                                                                  | 0                                                                     |                                                                       |

## Palmarès

### Club

#### Competizioni nazionali
- Campionato scozzese: 1

Celtic: 2015-2016
- Campionato svizzero: 2

Young Boys: 2019-2020, 2023-2024